# Yasomati
Yasomati (umrla 604./605./606.) bila je indijska kraljica kao glavna supruga kralja Prabhakaravardhane od Thanesara.

## Ime
Yasomati je također poznata kao Yasovati ili kao Yasomati Devi (devi = „božica”). Budući da se „s” u uobičajenom načinu pisanja njezinog imena izgovara kao „š”, ime joj se piše i kao Yashomati.

## Životopis
Prema teoriji, Yasomati je bila kći kralja Yashodharmana od Malwe te sestra kralja Shiladitye od Malwe.
Yasomati se udala za Prabhakaravardhanu, člana dinastije Pushyabhuti. Ovo su njihova djeca:
- Rajyavardhana
- Harsha[4][5]
- Rajyashri

Yasomati se spalila te se to katkad smatra satijem, premda se izraz sati obično koristi za udovice koje su spaljene, dok se Yasomati ubila prije suprugove smrti. Pjesnik Bāṇabhaṭṭa spomenuo je da je Yasomati dala svoj nakit drugim dvorjanima nedugo prije svoje smrti.
Yasomatin nećak Bhandi bio je Harshin pratitelj.